# Holt (Alemanya)
Holt és un municipi de l'estat alemany de Slesvig-Holstein, a l'amt Schafflund al districte de Slesvig-Flensburg. Es troba a 30 quilòmetres de Flensburg. El 2022 tenia 154 habitants.